# Triângulo de Quionga

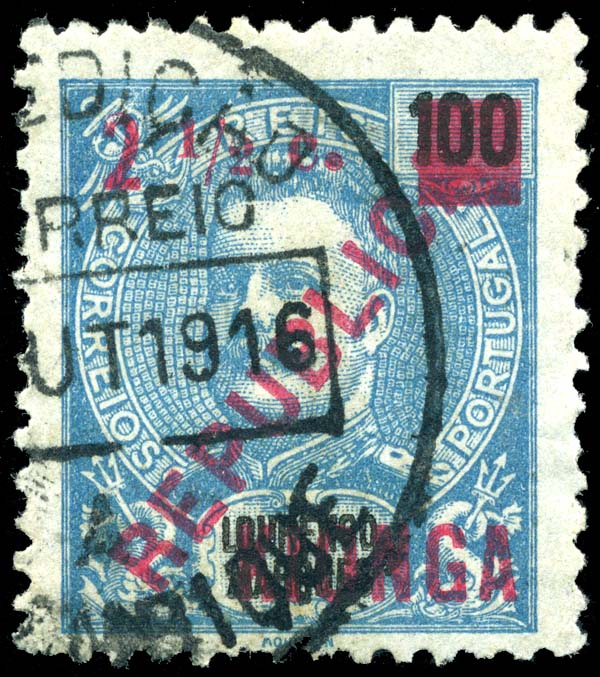
Um selo de 2½ centavos usado em agosto de 1916 em Kionga.

O Triângulo de Quionga  foi um pequeno território na fronteira entre a África Oriental Alemã (território que formou a atual Tanzânia) e a então colónia portuguesa de Moçambique, totalizando apenas 395 km². Atualmente a área faz parte da província moçambicana de Cabo Delgado.

## O litígio

### Invasão e tratado de paz

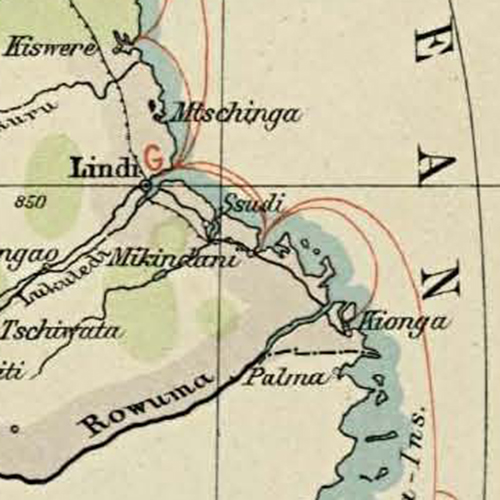
Área do triângulo, ao sul do rio Rovuma

Apesar de a  Conferência de Berlim de 1885 ter reconhecido os direitos de soberania de Portugal sobre todos os territórios ao sul do rio Rovuma, em 16 de junho de 1894 uma força naval alemã ocupou o posto de Quionga e zona envolvente, a sul desse rio.
O Triângulo de Quionga foi reocupado em 1916, durante a Primeira Guerra Mundial, por forças portuguesas comandadas pelo tenente-coronel José Luís de Moura Mendes. O Tratado de Versalhes definiu novamente a fronteira ao longo do rio Rovuma e o território, na sequência de deliberação da Conferência de Paz de Versalhes, tomada a 25 de setembro de 1919. O território foi oficialmente reintegrado em Moçambique pela Lei n.º 962, de 2 de Abril de 1920, e sobre a informação de reanexação do triângulo, pode-se ler na edição do The New York Times de 12 de abril de 1916:
O comandante militar português em Porto Amélia, costa leste da África, informa que ele tomou Kionga, na fronteira da África Oriental portuguesa e alemã, a qual os alemães haviam invadido em 1894.
A sua particularidade deve-se ao facto de ter sido o único território alemão situado na margem direita do rio Rovuma, na sua foz, dando a este país o controlo efectivo da sua desembocadura para o oceano Índico. Quando Moçambique se tornou independente, em 25 de junho de 1975, o Triângulo de Quionga permaneceu integrado no seu território, como parte integrante da província do Cabo Delgado.